# بخش مرکزی شهرستان جویم
بخش مرکزی شهرستان جویم، یکی از بخش‌های شهرستان جویم در استان فارس ایران است. مرکز این بخش، شهر جویم است.

## تقسیمات کشوری
- بخش مرکزی شهرستان جویم
  - دهستان جویم
  - دهستان چغان

شهر: جویم

## جمعیت
بر پایه سرشماری عمومی نفوس و مسکن در سال ۱۳۹۵، جمعیت بخش مرکزی شهرستان جویم برابر با ۱۵٬۹۱۲ نفر بوده‌است.